# 舞鶴 (作家)
舞鶴（1951年10月13日—），本名陳國城，台灣作家，嘉義人，創作前期曾使用陳渝、陳瘦渝、陳鏡花作為筆名。國立成功大學中國文學系畢業，臺灣師範大學國文所、國立東華大學創作與英語文學研究所肄業。
舞鶴為二十世紀末華文傷痕書寫的代表之一，其文字在抑鬱與憤怒之中夾帶著些許苦中作樂與哀傷的調性。舞鶴的創作融合鄉土與現代，呈現出異質的本土現代主義風格；並同時具有詩、散文與小說的體裁特色。著有《思索阿邦．卡露斯》、《餘生》、《悲傷》、《舞鶴淡水》等作品，曾獲吳濁流文學獎、賴和文學獎、時報文學獎等獎項。:7-36

## 生平與創作經歷
舞鶴1951年於嘉義出生、成長，家中排行老三。因祖籍臺南，再加上大學於臺南求學的緣故，他對外多以臺南人自居。曾考進國立成功大學水利工程學系，大三時轉入中國文學系，1975年畢業；亦曾先後考上臺灣師範大學國文研究所、東華大學創作研究所，皆未取得碩士學位。
舞鶴自年輕時便立志寫作，一直都是專職作家，自言「每一篇小說好像是一段時間的小小紀念碑」。創作前期曾以「陳渝」、「陳瘦渝」、「陳鏡花」作為筆名，1974年以小說〈牡丹秋〉問世，一舉獲得成大鳳凰樹文學獎；1975年的小說〈微細的一線香〉同時入選《六十七年度小說選》及《一九七八年台灣小說選》。1981年退伍後移居臺北淡水長達十年，期間仍持續寫作，卻未曾發表。1991年起以舞鶴為名復出文壇，陸續發表多篇作品，其中〈逃兵二哥〉刊於《文學台灣》，並奪得隔年吳濁流文學獎的小說獎正獎。代表作品有《思索阿邦．卡露斯》、《餘生》、《悲傷》、《舞鶴淡水》、《亂迷》等，其中《餘生》於2011年6月被翻譯為法文版。

## 寫作風格
舞鶴的作品融合了鄉土文學的題材，以及現代主義式的風格，如〈牡丹秋〉與〈微細的一線香〉；復出後又利用他於1970年代慣用的「鄉土－現代」技法，來寫1990年代的熱門議題，呈現出異質且孤絕「本土現代主義」美學，《十七歲之海》便是其進一步的試驗之作。:257-266
舞鶴常以那些刻意被壓抑與遺忘的歷史記憶為題材，如〈拾骨〉中描寫的拾骨儀式；也往往關注所謂的邊緣與畸零人，並以第一人稱書寫，如《餘生》中的角色不乏精神疾病症狀；而他的傷痕文學則充斥自省、自嘲的黑色幽默。學者王德威曾道：「舞鶴的作品以扭曲晦澀的筆觸，紀錄狂言囈語，充滿實驗精神」；並稱他為「二十世紀末華文傷痕書寫的重要代表」。:7-36

## 著作
- 《拾骨》（臺北：春暉，1995）

［法文譯本］Emmanuelle Péchenart, Le recueil des ossements (Paris: Marie Barbier, 2023)
- 《詩小說》（臺南：臺南縣立文化中心，1995年）
- 《十七歲之海》（臺北：元尊文化，1997；[再版] 臺北：麥田，2002）
- 《思索阿邦．卡露斯》（臺北：元尊文化，1997；[再版] 臺北：麥田，2002）
- 《餘生》（臺北：麥田，2000；[增訂版] 臺北：麥田，2011）

［法文譯本］Emmanuelle Péchenart, Les Survivants (Arles: Actes Sud, 2011)
［韓文譯本］Moon Heejoun, 여생 (Seoul: Zmanz, 2015)
［英文譯本］Michael Berry, Remains of Life (New York: Columbia University Press, 2017)
- 《鬼兒與阿妖》（臺北：麥田，2000）
- 《悲傷》（臺北：麥田，2001；[全新珍藏版] 臺北：麥田，2019）
- 《舞鶴淡水》（臺北：麥田，2002）
- 《亂迷》第一卷（臺北：麥田，2007）

## 獎項
- 1974年，成功大學鳳凰樹文學獎：〈牡丹秋〉（《成大青年》第二十八期）
- 1992年，第二十三屆吳濁流文學獎小說獎正獎：〈逃兵二哥〉
- 1995年，第四屆賴和文學獎：《拾骨》、《詩小說》
- 1997年，第二十屆時報文學獎推薦獎：《思索阿邦．卡露斯》
- 2000年，台北文學獎創作獎、中國時報開卷好書獎、聯合報讀書人最佳書獎：《餘生》[4]:245-247
- 2004年，國立成功大學九十三年度校友傑出成就獎[7]

## 評價
作家葉石濤於〈孤絕的作家，孤高的文學〉中道：「舞鶴可以說是天生的『台灣作家』。他熟悉台灣歷史的變遷，台灣庶民生活中的禮俗、文化、政治、社會等背景，正確地掌握了台灣歷代民眾的生活動脈。這種廣博又雜多的知識是做為一個台灣作家不可缺少的前提條件。」並將舞鶴譽為台灣文學史中的「天才型作家」。:1-3
學者王德威認為舞鶴是「臺灣九零年代最重要的現象之一」，他的寫作實驗性強烈，未必每個作品都能成功，但他面對台灣及自身的誠實與謙卑，以及在處理題材、形式上的兼容並蓄、百無禁忌，最令人動容，並評價「論二十一世紀台灣文學，必須以舞鶴始」。作家楊照則認為讀者能在舞鶴的作品裡同時看到「孤絕文學」的最好與最壞。:8:265

## 外部連結
1. 1 2 3 4  林佳君. . 臺灣大百科全書.   [20230808]. （原始内容存档于2023-08-10）.
2. 1 2  舞鶴. . 臺北: 春暉. 1995. ISBN 9579347069.
3. ↑  曾月卿. . 臺南: 國立成功大學台灣文學研究所碩士論文. 2003: 10–11.
4. 1 2 3 4  舞鶴. . 臺北: 麥田. 2001. ISBN 9574694933.
5. ↑  國立臺灣文學館. .   [2023-12-16]. （原始内容存档于2024-01-22）.
6. 1 2 3  舞鶴. . 臺北: 麥田. 2000. ISBN 9577089259.
7. ↑  . 國立成功大學校友聯絡中心. 20110419  [20230809]. （原始内容存档于2023-08-11）.